# Kinderklavier

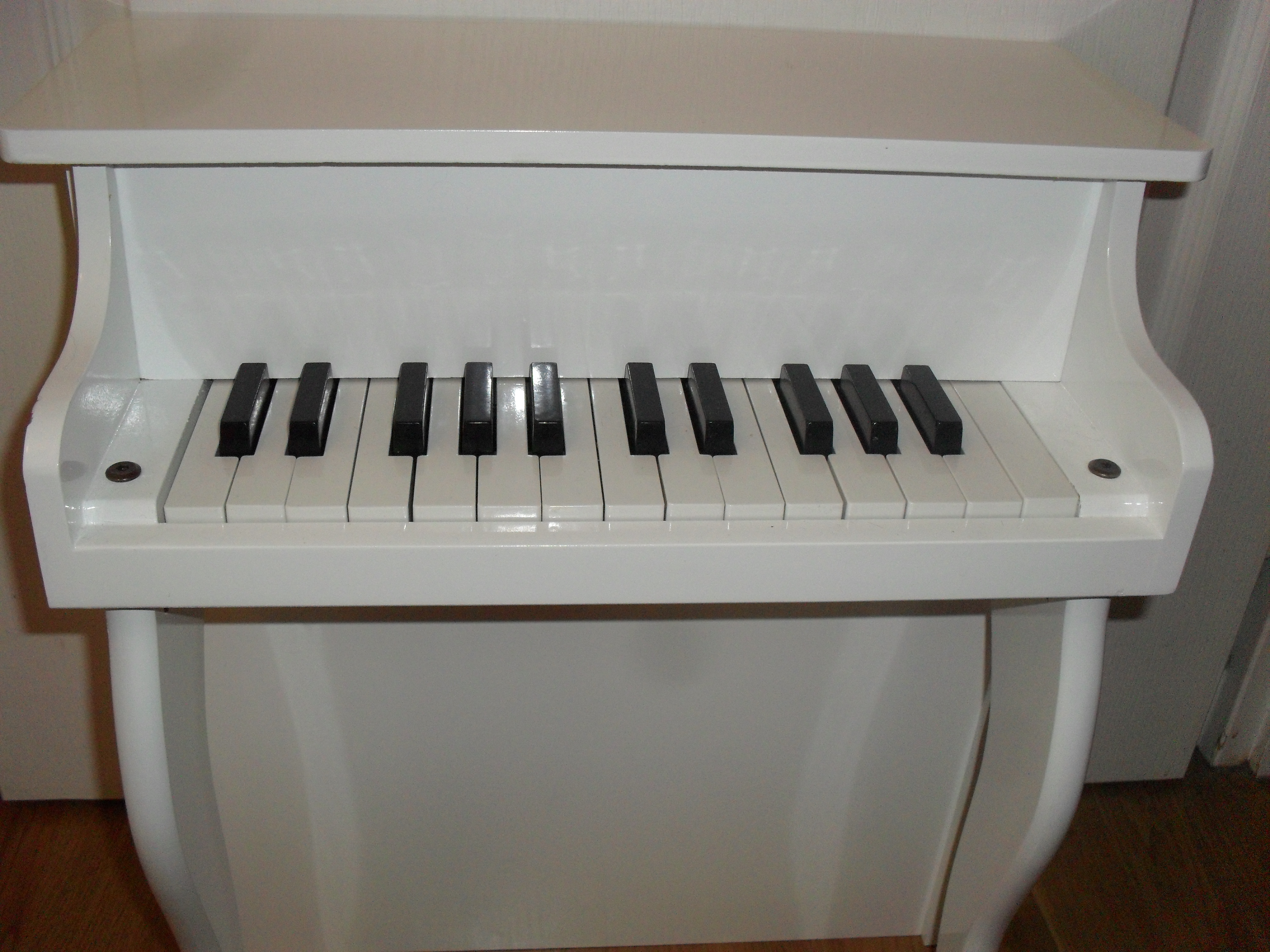
Toy piano

Kinderklavier der Firma Goldon

Das Kinderklavier, auch Toy piano oder Spielzeugklavier genannt, ist ein Musikinstrument (ursprünglich als Spielzeug gedacht), bei dem Stahlstäbe über eine Klaviatur mit kleinen Klötzchen aus Holz oder Kunststoff angeschlagen werden. Eine Dämpfung der Töne gibt es meistens nicht.

## Bauform und Spielweise
Kinderklaviere haben die Form von Klavieren oder von Flügeln. Der Tonumfang beträgt je nach Modell zwischen wenigen Tönen und vier Oktaven.
Die Töne der Instrumente resp. der Klaviatur entsprechen nicht immer den tatsächlich erklingenden Tonhöhen, wenn etwa bei Anschlag der Taste c ein f erklingt. Die meisten der heute gebräuchlichen Instrumente sind chromatisch ausgelegt; gelegentlich finden sich aber auch diatonische Formen mit aufgemalten schwarzen Tasten.
Abhängig vom Hersteller gibt es große Unterschiede im Klang, der Mechanik, dem Aussehen und der Verarbeitungsqualität. Bekannte Hersteller sind Schoenhut (seit 1872) und Jaymar (inzwischen von Schoenhut gekauft). Beide Unternehmen befinden sich in den USA. In Deutschland werden Kinderklaviere von der Firma Goldon hergestellt, in Frankreich bis 1970 von Michelsonne.
Lange Zeit blieb das Kinderklavier von Komponisten unbeachtet. 1948 schrieb John Cage seine Suite for Toy piano, die sich seitdem bis heute in der Neuen Musik großer Beliebtheit erfreut, häufig aufgeführt wird, und andere zu weiteren Werken für Toy Piano inspiriert hat. Ursprünglich wurde sie als Musik für ein Tanztheater Merce Cunninghams verwendet.
Kompositionen für Kinderklavier gibt es unter anderem von John Cage, Carlos Cruz de Castro, Ratko Delorko, Oscar van Dillen, Michael Denhoff, Karlheinz Essl, Dai Fujikura, Harold Gramatges, Margarete Huber, Shigeru Kan-no, Andreas Kunstein, Bernd Wiesemann und Julia Wolfe.
In Ensemblekompositionen haben z. B. George Crumb, Moritz Eggert, David Graham und Aaron Jay Kernis das Kinderklavier eingesetzt.
Auf Kinderklavier spezialisierte Pianisten, zumeist in der Neuen Musik tätig, sind z. B. Bernd Wiesemann, Margaret Leng Tan, Isabel Ettenauer, Phyllis Chen, Wendy Mae Chambers, Fidan Aghayeva-Edler und Eva Meitner.
Der seit Mitte der 1970er-Jahre das Kinderklavier einsetzende Bernd Wiesemann veröffentlichte 1994 eine CD mit ausschließlich Werken für Kinderklavier.
Schroeder aus dem Comicstrip Peanuts ist ein leidenschaftlicher Kinderklavierspieler. Sein Instrument ist diatonisch, was in einem Strip zu der Frage führt, wie er denn perfekt Beethoven spielen könne, wenn die schwarzen Tasten nur aufgemalt seien.
2005 riefen Matt Malsky und David Claman The Extensible Toy Piano Project aus, einen internationalen Kompositionswettbewerb, zu dem sie Kinderklavier-Samples in hervorragender Qualität produzierten und zum freien Herunterladen auf einer Website zur Verfügung stellten.
Kinderklaviere tauchen öfters an prominenter Stelle auf bei Von Magnet und Bernd Friedmann. Mike Langlie ist ein amerikanischer Komponist, der unter dem Namen Twink viele Alben veröffentlicht hat, die fast ausschließlich mit Kinderklavier und anderen Spielzeuginstrumenten arbeiten.

## Kompositionen für Kinderklavier
1948
- John Cage (1912–1992): Suite for Toy piano

1960
- John Cage (1912–1992): Music for Amplified Toy Pianos

1965
- Robert Erickson (1917–1997): Piece, for two toy pianos and pre-recorded bells[8]

1970
- George Crumb (1929–2022): Ancient Voices of Children - 5 Lieder nach Gedichten von Federico García Lorca für Stimmen, Ensemble und Toy Piano

1980
- Bernd Wiesemann (1938–2015): Sieben Miniaturen für Toy piano
- Carlos Cruz de Castro (* 1941): Valse
- Francisco Estévez (* 1946): Tres Luisiadas

1983
- Wendy Mae Chambers (* 1953): Suite for Toy Piano

1987
- Bernd Wiesemann (1938–2015): Petite Suite

1988
- Joachim Herbold (* 1951): Stück für Kinderklavier

1992
- Louis Andriessen (1939–2021): The Memory of Roses for toy piano and grand piano
- Andreas Kunstein (* 1967): 10 Epigramme

1993
- Ratko Delorko (* 1959): Drei Spiele für Kinderklavier
- Frank Scholzen (* 1968): Drei Bruchstücke mit Hölderlin

1994
- Norbert Laufer (* 1960): bitS & pieceS
- Bernd Wiesemann (1938–2015): Bauhaus-Suite

1996
- Julia Wolfe (*20. Jh.): East Broadway for Toy Piano

2001
- Christian Banasik (* 1963): Trimer für Spielzeugklavier und Zuspielband
- Karl-Heinz Zarius (* 1941): Nocturne
- Rob Smith (* 1968): Schroeder’s Revenge für Spielzeugklavier

2002
- Yasuko Yamaguchi (* 1969): Zuckerregen
- Heinz-Dieter Willke (* 1956): Piece for Toy piano

2003
- Michael Denhoff (* 1955): PA-CA-TO
- Oscar van Dillen (* 1958): mm3
- Henry Brant (1913–2008): Lebasi & Eirelav for toy piano and mandoline backstage

2004
- Stephen Montague (* 1943): Almost a Lullaby für Spielzeugklavier
- Vanessa Lan (* 1968): Is a bell… a bell? for two toy pianos (one player)
- Kai-Yves Linden (* 1960): Drei Brombeeren

2005
- Karlheinz Essl (* 1960): Kalimba für Spielzeugklavier und Zuspielung
- Karlheinz Essl (* 1960): WebernSpielWerk für Spielzeugklavier
- Tom Johnson (1939–2024): Kleine Choräle für kleines Klavier

2006/2007
- Michael Finnissy (* 1946): Sonata for Toy Piano

2008
- Karlheinz Essl (* 1960): Sequitur V für Spielzeugklavier und Live-Elektronik
- Karlheinz Essl (* 1960): Listen Thing für Spielzeugklavier
- Andreas Kunstein (* 1967): Requiem für ein Meerschweinchen für einen Pianisten mit 2 Toy Pianos

2010
- Karlheinz Essl (* 1960): whatever shall be für Spielzeugklavier, Dreidel, Spieluhr und Live-Elektronik
- Martin Schütz (* 1954): 2 Stücke für Toypianos, zu tasten von Anna Huber
- Dai Fujikura (* 1977): Milliampere for Toy Piano

2012
- Karlheinz Essl (* 1960): under wood für zwei elektrisch verstärkte und tlw. präparierte Spielzeugklaviere und Ensemble (Flöte, Klarinette, Akkordeon, Trompete, Posaune, Violine, Viola, Violoncello und Kontrabass)
- Karlheinz Essl (* 1960): miles to go für 4 präparierte und verstärkte Spielzeugklaviere

2013
- Karlheinz Essl (* 1960): Pachinko für Spielzeugklavier und Computer
- Dai Fujikura (* 1977): Minas Song for Toy Piano

2014
- Shigeru Kan-no (* 1959): The four Elements for Toy Piano
- Karlheinz Essl (* 1960): VIRIBVS VNITIS für Toy Piano und Cembalo

2019
- Karlheinz Essl (* 1960): Trois cent notes für Spielzeugklavier solo

2020
- Florence Anna Maunders (* 20. Jh.): Primal Patterns for Toy Piano
- Axel Schünemann: Hangenberg-Konzert für Kontrabass, Toy Piano und Orchester

2021
- Margarete Huber (* 20. Jh.): NUMBER ONE for Toy Piano
- Emily Pedersen (* 21. Jh.): Caged Innocence for Toy Piano
- Karlheinz Essl (* 1960): Trois Cent Drones für Spielzeugklavier und Live-Elektronik

Datum nicht bekannt
- Oskar Gottlieb Blarr (* 1934): Läuten für den Zarewitsch